# 任僖
任僖（1548年—？年），字士安，號日域，浙江寧波府鄞縣人，民籍，明朝政治人物。

## 生平
治《易經》，萬曆十年（1582年）壬午科浙江鄉試三十二名舉人，萬曆十四年（1586年）丙戌科会试第三百五十名，第三甲第一百十九名進士。刑部观政，本年八月授任福建浦城縣知縣，十七年二月調繁侯官縣知縣。二十年調吴县，二十三年升南京刑部主事，二十六年升郎中，卒于官。

## 家族
曾祖任鼎，祖任廷貴，嗣父任順平；本生父任鐸，嗣母徐氏；本生母楊氏